# Herrschaft Paternion

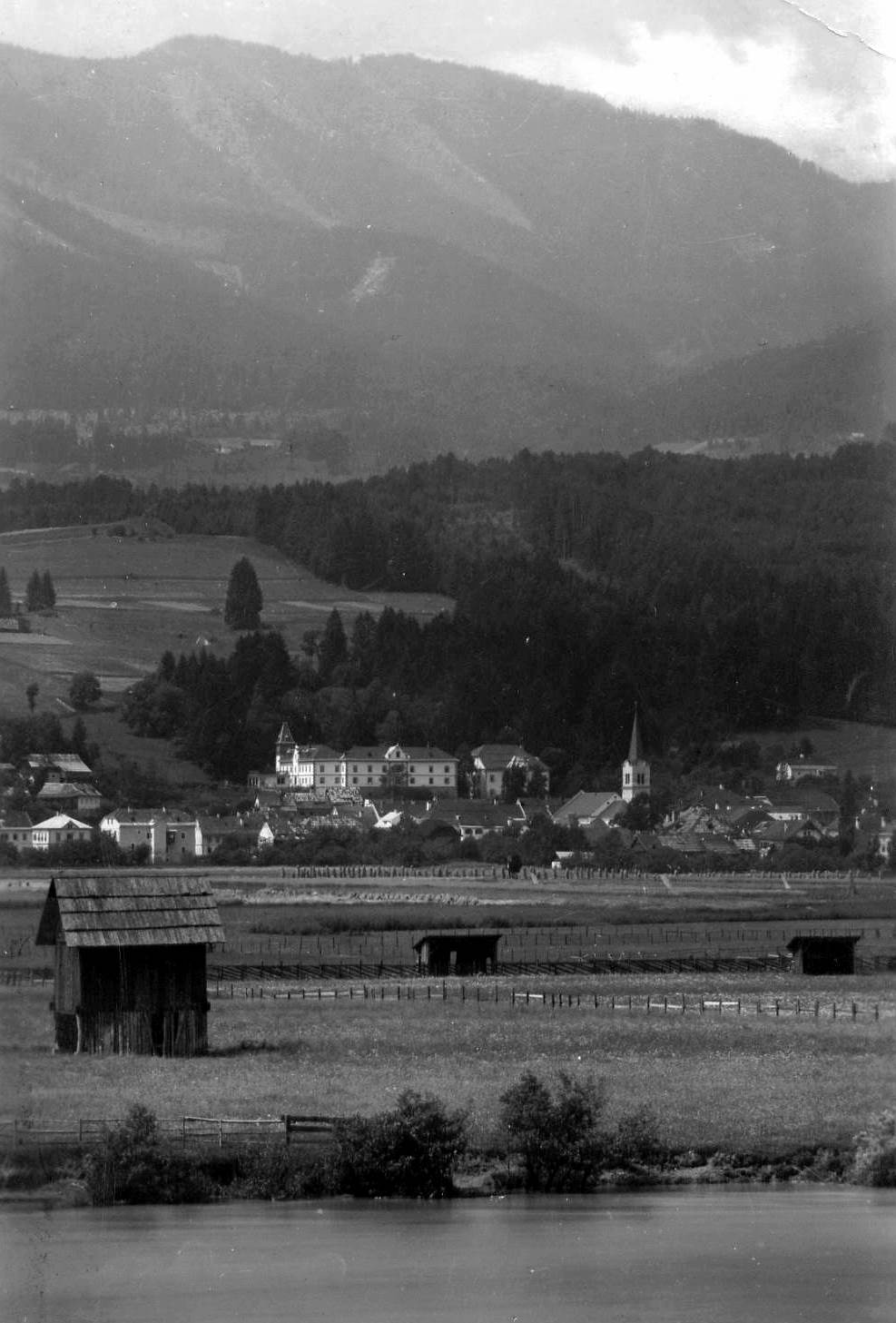
Schloss Paternion um 1915

Die Herrschaft Paternion, auch Freyherrschaft Paternian bzw. Landgericht Paternion, war ein historisches Territorium in Paternion im Bezirk Villach-Land in Kärnten, aus dem 1848 das Gut Paternion hervorging. Vom 17. Jahrhundert an war Paternion ein bevorzugter Holzlieferant der Venezianischen Republik und ihrer Flotte.
Das Gut ist heute einer der größten österreichischen Forstbetriebe (8.800 ha); es liegt in den nordöstlichen Gailtaler Alpen und reicht von den westlichen Randbezirken Villachs bis zu den Ufern des Weißensees. Sitz der Herrschaft ist das Schloss Paternion. Besitzer sind die Foscari-Widmann-Rezzonico, eine Familie, die zum Patriziat von Venedig gehörte und Ende des 19. Jahrhunderts durch Einheirat das hiesige Erbe der Grafen Widmann-Rezzonico antrat.

## Heutiger Umfang des Gutes Paternion

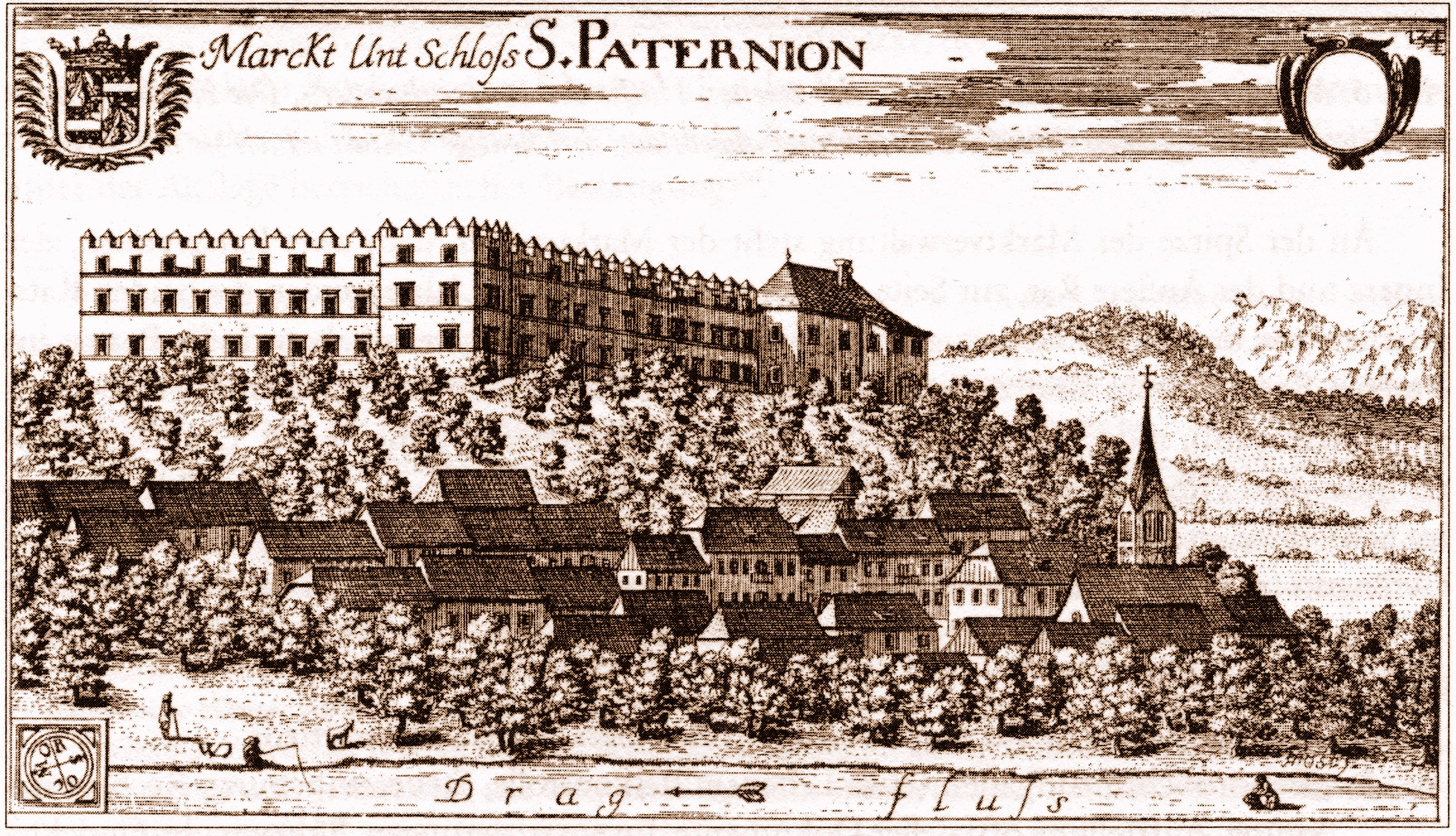
Schloss Paternion um 1688 (Valvasor)

Die „Bauernbefreiung“ im Zuge der Revolution von 1848/49 im Kaisertum Österreich brachte keine revolutionäreren Veränderungen. Alle drei Schlösser, Paternion, Pöllan und Kreuzen, ausgedehnte Waldungen und ein sehr großer holzverarbeitender Betrieb blieben in der Familie, die seit 1629 die Geschicke der Gegend bestimmte. In der Bevölkerung spricht man immer noch von der „Herrschaft“, wenn die Nachfahren der feudalen Obrigkeit gemeint sind. Das frühere Herrschaftsgebiet ist nahezu deckungsgleich mit dem Gemeindegebiet von Paternion und Stockenboi. Die Wälder des Gutes Paternion umfassen heute immer noch 8.800 ha, wovon rund 68 % Wirtschaftswald und 24 % Schutzwald sind. Beim Wirtschafts-Baumbestand dominieren die Fichten (62 %), gefolgt von Lärchen (17 %) und Buchen (9 %) sowie Kiefern (8 %). Die Waldfläche liegt zu über 90 % in der mittel- (800–1100 m) und hochmontanen (1100–1400 m) Stufe; sie wird durch 350 km Forstwege erschlossen. 15 % der Holzernte können mit Traktor bzw. vollmechanisch eingebracht werden, 10 % bedürfen der händischen Anlieferung und 75 % der Holzmenge wird per Seilbahn zum Abtransport gebracht.

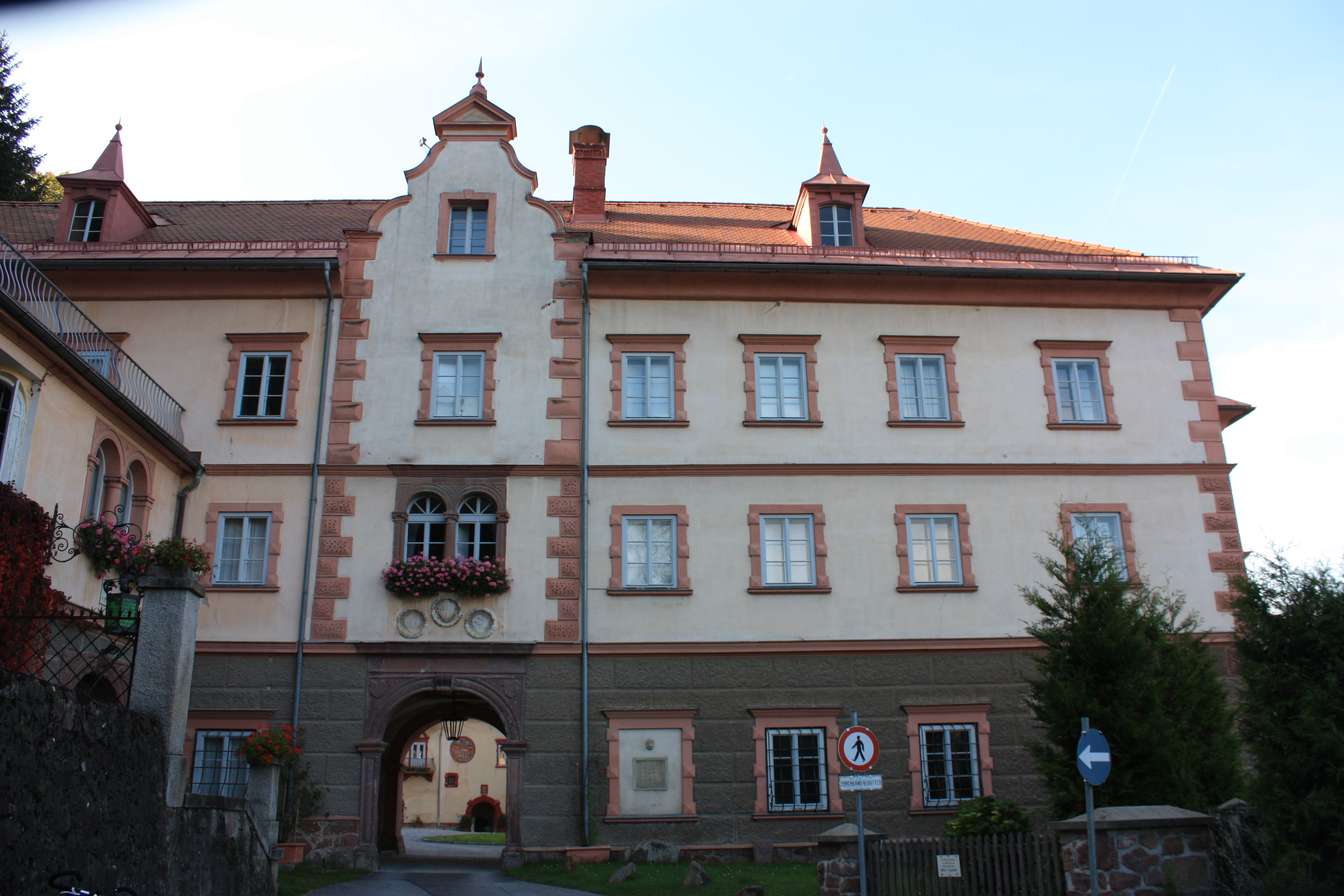
Schloss Paternion
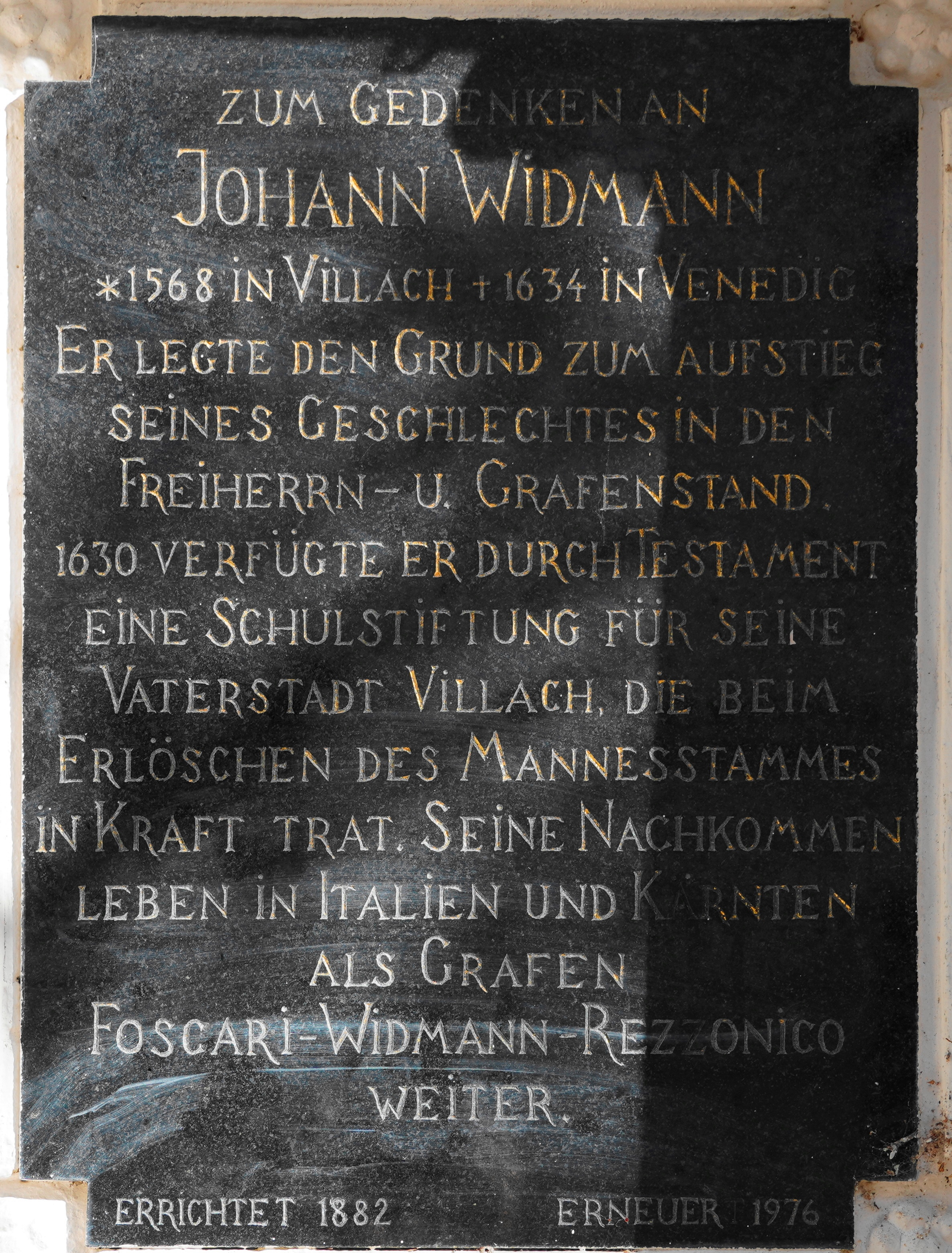
Johann Widmann & Grafen Foscari Widmann Rezzonico
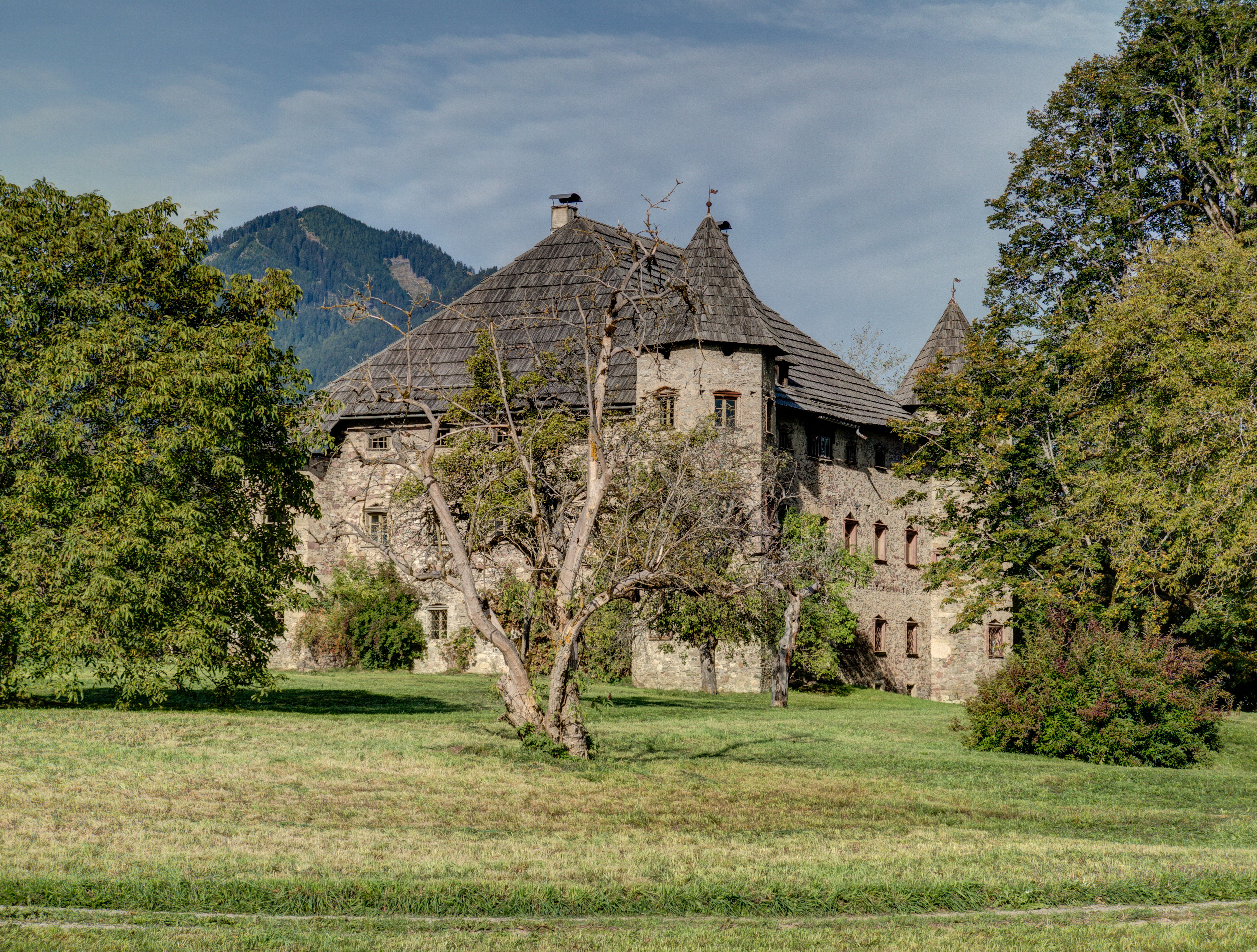
Schloss Pöllan
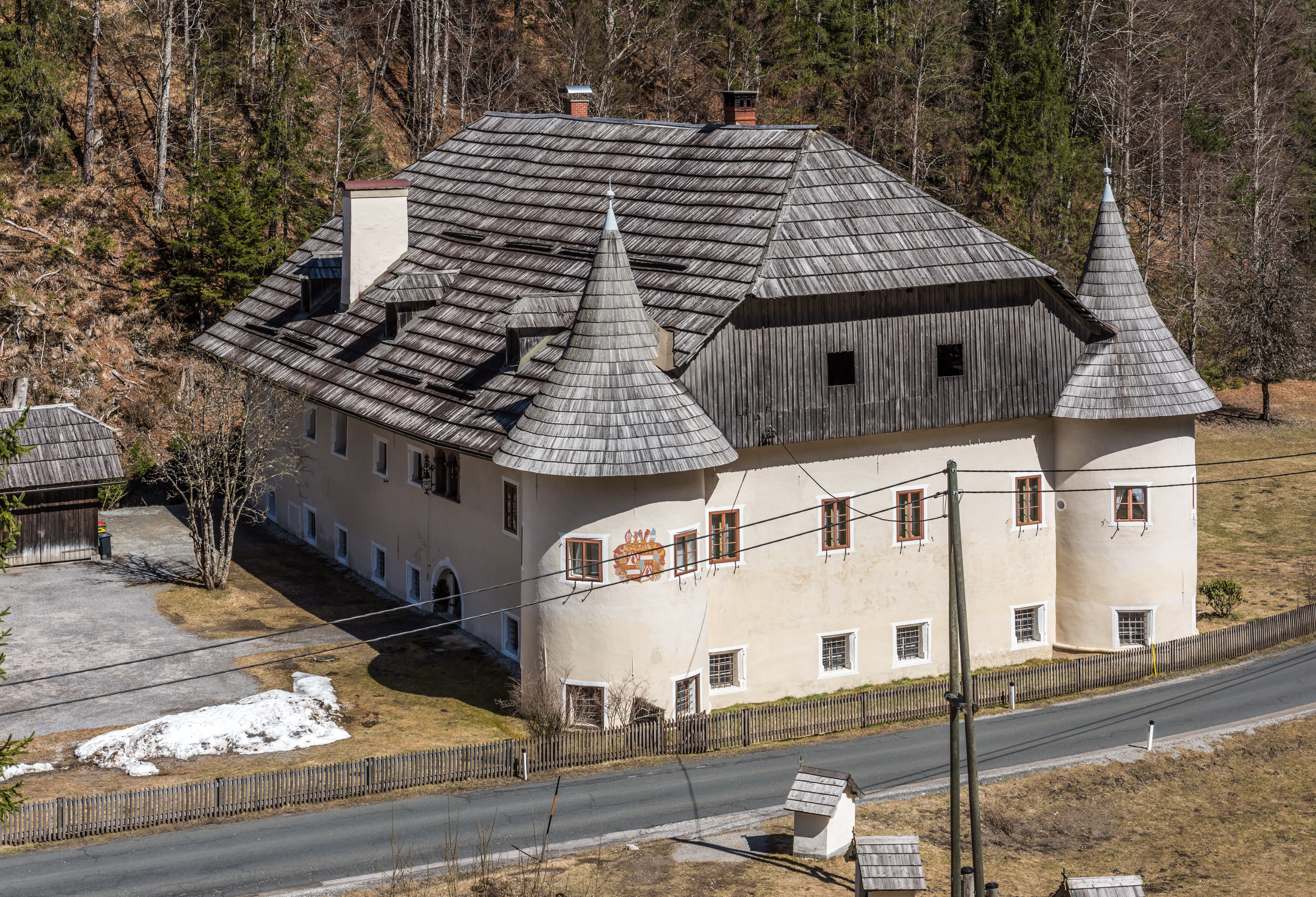
Schloss Kreuzen

## Geschichte
Aus der karantanischen Zeit ab dem 7. Jahrhundert stammen die vielen Ortsnamen slawischer Herkunft wie Stoggewói, Pöllan oder Tragin. Um das Jahr 1000 gehörte das Gebiet zum Lurngau, aus dem sich ab 1135 die Grafschaft Ortenburg verselbständigte. 1518 wurden die Ämter (kleinere Verwaltungseinheiten) Feistritz und Stockenboi, die davor zum Landgericht Ortenburg gehörten, durch einen Kauf der Freiherrn von Dietrichstein von den Habsburgern zur Herrschaft „Paternian“ vereinigt. 1519 erhielt die Herrschaft das Privileg des Bergrechts und unterstand nicht mehr dem Oberbergrichter von Kärnten. Von 1523 datiert die erst ausdrückliche Erwähnung als Herrschaft. 1530 wurde Paternion ein grundherrschaftlicher Markt, was den Herrschaftssitz deutlich aufwertete. 1592 kam auch das Amt Töplitsch dazu. 1655 erhielt die Herrschaft das Privileg des Blutbannes, womit alle Rechtsfälle bis hin zu jenen mit Todesstrafe vor Ort verhandelt werden konnten. Paternion wurde damit Landgericht mit eigenem Scharfrichter, Landrichter und Gerichtsschreiber, allesamt gänzlich abhängig vom lokalen Herrscher. Nur bei Berufungen kam der Landesfürst ins Spiel.
1599 erwarb Bartholomäus (Bartlmä) Khevenhüller die Herrschaft Paternion. Er starb im Jahre 1613. Der Erbe Hans VI. Khevenhüller, Sohn aus dritter Ehe des Barthlme Khevenhüller, musste im Jahr 1629 aus Glaubensgründen Kärnten verlassen und die Herrschaft veräußern. Daraufhin kaufte der aus Villach stammende venezianische Kaufmann Hans Widmann das Schloss und die Herrschaft, die sich heute noch im Besitz seiner Nachkommen, der Foscari-Widmann-Rezzonico, befinden.
Im frühen 18. Jahrhundert war die Herrschaft St. Paternion eine Hochburg des Untergrund-Protestantismus. Nach Religionsunruhen in Salzburg bekannten sich immer mehr Menschen offen zum lutherischen Glauben, in unbetreuten Kirchen (etwa in Feistritz an der Drau) fanden alternative Gottesdienste statt. Die Herrschaft ging daraufhin massiv gegen die „Ketzerei“ vor. Bekennende Protestanten landeten im Gefängnis, wurden zwangsrekrutiert und schließlich deportiert: In fünf Transporten wurden von 1734 bis 1736 insgesamt etwa 100 Menschen unter Militärbegleitung nach Siebenbürgen verbracht. Die Deportationen lösten eine Fluchtwelle unter den zurückgebliebenen Protestanten aus. Trotz der Maßnahmen der Gegenreformation des 17. und 18. Jahrhunderts blieben viele protestantische Bewohner Paternions ihrem Glauben treu, so dass die Gemeinde Paternion auch heute noch mit rund 30 % einen vergleichsweise hohen Anteil von Einwohnern protestantischen Glaubens hat.
Das Landgericht Paternion, fast deckungsgleich mit der Herrschaft, wurde seit dem 17. Jh. im Nordosten vom Flusslauf der Drau, im Bereich zwischen Spittal an der Drau und Villach begrenzt. Die Südgrenze verläuft entlang der Linie Tschekelkofel und Bleiberg, die westliche auf der Höhe des Ostufers des Weißensees bei Mösel und im Norden beim Staff. Die 22 Ortschaften konzentrieren sich auf den nordöstlichen Teil, insbesondere im Drautal. Hier liegen die großen Orte Paternion und Feistritz, sowie Mautbrücke, Kamering, Aifersdorf, Pattendorf, Nikelsdorf, Duel, Pöllan, Pogöriach, Pobersach, Feffernitz, Kellerberg, Stadelbach und Töplitsch. Höher und im Stockenboi Graben liegen Stockenboi, Gassen, Unteralm, Egg, Hochegg, Hollernach, Ziebl, Unterberg, Zlan, Wiederschwing, Hammergraben, Tragail, Alberden, Liesing, Ried, Scharnitzen, Aichach, Tragin, Rubland, Unternberg, Drussnitz und Ebenwald. Weit hinten in den Gailtaler Alpen liegt Kreuzen, Weißenbach und Mösel.

### Gewinn statt Schutz-und-Schirm

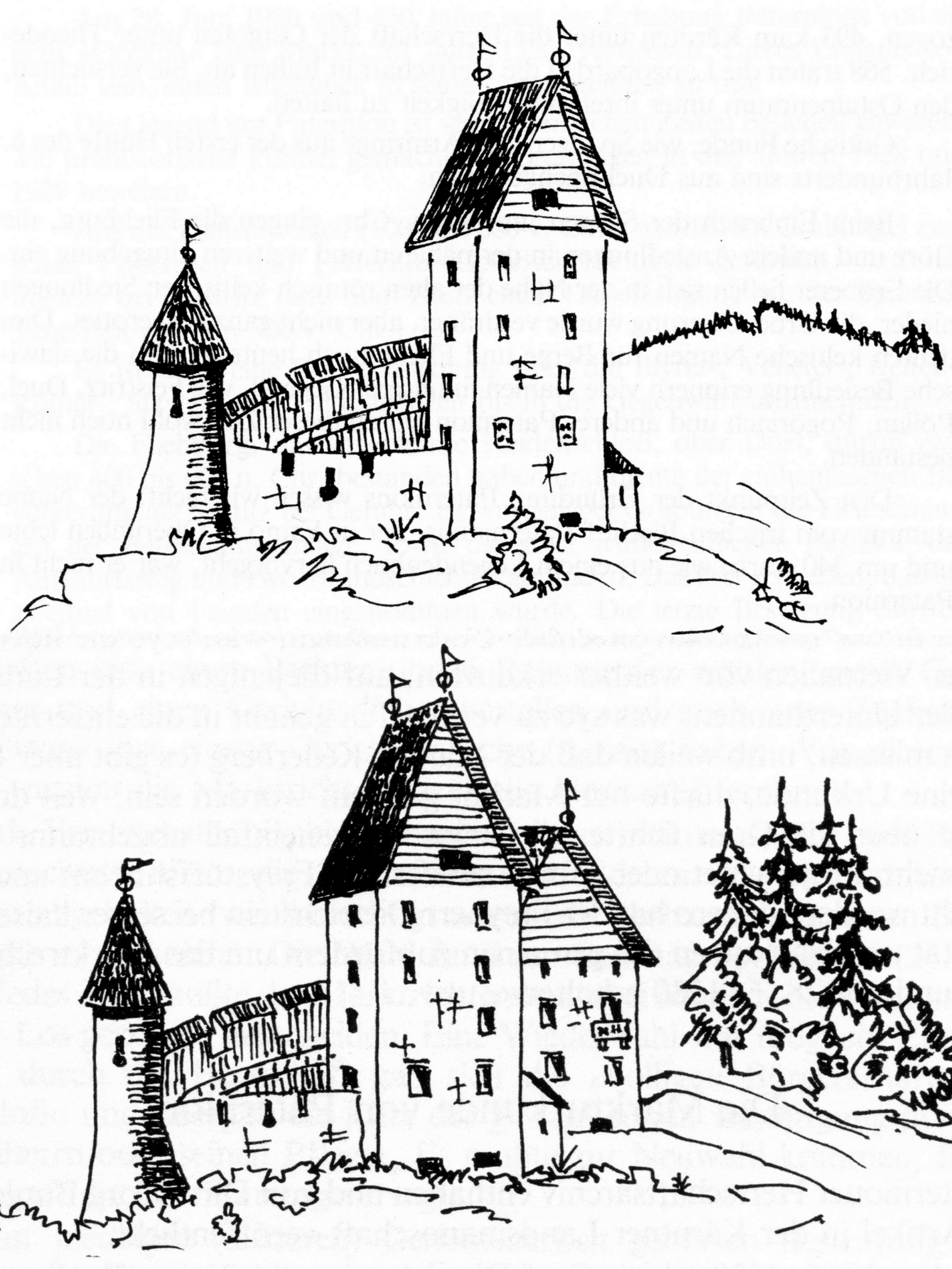
„Schloss“ als Wehrturm 12. Jh. erweitert ab 1587

Der Reichtum der Herrschaft Paternion lag früher im Bergbau. Seit dessen Unrentabilität ist es das Holz. Die Herrschaft ist ein Musterbeispiel für Ablöse des mittelalterlichen Wirtschaftens für den Eigenbedarf durch einen bürgerlich-städtischen auf hohen Gewinn ausgerichteten Kapitalismus. Der Wandel der Herrschaft zum Wirtschaftsunternehmen verlief hier sehr erfolgreich, da das Herrschaftsgebiet sehr homogen war (85,5 % Direktbesitz), die Gerichtsbarkeit einen optimalen Zugriff auf die Untertanen ermöglichte, der Bergbau ein exportorientierter Sektor ist und der Handel im grundherrschaftlichen Markt frei von landesfürstlicher oder kirchlicher Einflussnahme war. Paternion war von Anfang an immer eine „Filiale“ der „Imperien“ zuerst der Dietrichsteiner, dann der Khevenhüller und später der Widmanns.
Das Ende der Schutz-und-Schirm-Vorstellungen wird insbesondere durch den Erwerb der Herrschaft durch den Handelsherrn Hanns Widmann 1629 deutlich, der als „Emporkömmling“ eines der ältesten und bedeutendsten Kärntner Adelsgeschlechter der Khevenhüller ablöste, das aufgrund des protestantischen Glaubens durch die Repressionen der Katholiken zum Verkauf gezwungen wurde. Neben standespolitischen Überlegungen wird für den Villacher Kaufmann, der in Venedig reich geworden war, auch die sichere Geldanlage gewesen sein, um sein Vermögen vor Inflation und landesfürstlichen Begierden zu schützen. 1640 wurde die Familie Widmann zu Grafen von Ortenburg, Freyherrn von Sommeregg und St. Paternion geadelt. Sie blieb mit Venedig verbunden, in dessen Umland sie im 18. Jahrhundert die Villa Widmann erwarb.
Die landwirtschaftlich-bäuerlichen Renteneinkünfte waren zwar nicht besonders hoch, aber ungleich sicherer. Die Einnahmen setzen sich zu Beginn des 18. Jahrhunderts zum größeren Teil aus Besitzübergaben (Besitzwechselabgabe von ca. 10 %) bzw. Stifts-, Zins- und Roboteinnahmen um ca. 5.000 Gulden jährlich zusammen. Die Verpachtung der Meierei Pöllan brachte 125 Gulden. Das gut erhaltene „Feuerstättenregister“ von 1721 zeigt, dass 500 Feuerstätten unmittelbar im Besitz der Herrschaft waren. Auf 46 davon hatte man mittelbare Zugriffsmöglichkeiten, da diese zu Kirchen gehörten, über die die Herrschaft Vogteirechte hatte. Nur über 39 (6,7 %) von 585 Höfen mit ca. 3.800 Einwohnern (Anfang 18. Jahrhundert) hatte man keine mittelbare oder unmittelbare Kontrolle. Der Fremdbesitz gehörte zu Rothenthurn und Wasserleonburg im Gailtal. In der Herrschaft Hollenburg lag das Verhältnis Eigen- zu Fremdbesitz beispielsweise bei 69 % : 31 %. Nur auf einer einzigen Hube, einem Lehen und einer Keusche gab es „Freisassen“, Bauern die tatsächlich Eigentümer ihres Grundes und von der Herrschaftsverwaltung unabhängig waren. Die Dominanz des Herrschaftsinhabers bzw. seines Verwalters, des Pflegers, war weitaus deutlicher, als in anderen, inhomogeneren Herrschaften.

### Markt Paternion und Burgfried Kellerberg
Innerhalb der Herrschaft Paternion befanden sich zwei Bereiche mit rechtlichem Sonderstatus, der Burgfried Kellerberg und der Markt Paternion. Ein Burgfriede war ein Territorium mit niederer Gerichtsbarkeit. Die Keller zu Kellerberg erhielten 1596 das Privileg von Moritz Khevenhüller, das eine gewisse Unabhängigkeit und Gerichtsgebühreneinnahmen brachten. Um 1730 kann man von einer Häuserzahl von etwa 20 mit ca. 130 Bewohnern ausgehen. St. Paternion erhielt beim Augsburger Reichstag das Marktrecht und 1608 die niedere Gerichtsbarkeit (Marktburgfried) sowie der Richter- und Ratswahl, allerdings unter der Auflage einer herrschaftlichen Bestätigung. Ein neuer Marktrichter musste vom Magistrat und der ganzen Bürgerschaft im Schloss dem Pfleger vorgestellt werden. Mit der Marktbürgerschaft waren erhebliche Privilegien verbunden. Vom Marktburgfried ausgenommen waren das Schulmeister- und Benefiziatenhaus, die Kramerläden und Fleischbänke sowie das Schloss als „Haus des Herren“ bzw. seines Vertreters, des Pflegers. Die einstige Pracht der Anlage, das Schloss im Tudorstil und die Bürgerhäuser, ist seit der Brandkatastrophe von 1733, bei der 35 Häuser, 34 Stadel und die Kirche brannten, nur mehr in Ansätzen erkennbar. Flächenmäßig lag Paternion im Mittelfeld der Kärntner Herrschaften. In Hinblick auf Anzahl der Huben und Keuschen gehörte sie zu den großen Kärntner Grundherrschaften.

### Arbeitswelt
In der ersten Hälfte des 18. Jahrhunderts ist die Herrschaft überwiegend agrarisch geprägt. Die berufliche Ausdifferenzierung war noch nicht weit fortgeschritten. Größere Höfe können z. B. über eine Tafern- oder Mühlgerechtigkeit verfügen. Ein Beispiel ist der Ebner Wirt in Kreuzen, der seit 1703 im Besitz der Familie Staber ist. Paul Tschabueschnig verkauften die Franken-Keusche in Kreuzen Eben mit dem Recht zum Ausschank von Bier, Branntwein und Met an Paul Staber. Keuschler sind klassische Nebenerwerbsbauern, die im Hauptberuf einem Handwerk nachgingen. Die Voraussetzungen für den Ackerbau in der Herrschaft sind sehr unterschiedlich, da es einerseits flache Gunstlagen im Drautal gibt, andererseits aber auch viele Bergbauernhöfe in abgelegenen und unergiebigen Regionen.
Zweitwichtigste Berufsgruppen waren die Handwerker, die sich in den fünf größten Orten Freistritz, Kreuzen, Markt Paternion, Stockenboi und Gassen konzentrierten. In den 1720er Jahren scheinen auf: fünf Bäcker, zwei Bierbrauer, vier Schuster, zwei Kürschner, drei Lederer, ein Färber, ein Sattler, zwei Schmiede, ein Binder, ein Salzsieder, zwei Hutmacher, drei Weber, ein Maurer, drei Schneider, zwei Tischler, ein Glaserer, ein Schlosser, ein Bader, ein Berber, Lebzelter, Fleischhacker, Maurer, Riemer, Rader, Kamm-Macher, Hafner, Krämer und Wirte.
Zahlenmäßig schwer fassbar ist die Gruppe der Bergleute und Arbeiter in der Montanindustrie, da sie in den Feuerstättenregistern nicht auftreten. Bei den unterbäuerlichen Schichten wie Mägde und Knechte geht man von ca. 10-15%igem Bevölkerungsanteil aus. Über Lehrlinge und Gesellen, Inwohner, Bettler, Vagabunden und Kriminelle gibt es keine Angaben.